# Woordmerk
Een woordmerk is dat deel van een merkteken dat de benaming (van een organisatie of haar product) vertegenwoordigt. Bij een woordmerk gaat het meestal om een merknaam, maar een slagzin kan bijvoorbeeld ook als woordmerk worden geregistreerd.
Bekende woordmerken zijn bijvoorbeeld Shell en Nike. Wanneer een woordmerk en een beeldmerk onlosmakelijk verbonden zijn (denk aan Coca-Cola), dan spreken we over een monogram. Het woordmerk is door de specifieke vormgeving, kleurstelling en of typografie beeldmerk geworden.